# Józef Bańkowski (ziemianin)
Józef Bańkowski – polski ziemianin
Na przełomie XIX i XX wieku był ziemianinem na ziemiach w okolicach Kobrynia, od 1898 należał do wileńskiego oddziału Ligi Narodowej.
2 maja 1923 został odznaczony Krzyżem Oficerskim Orderu Odrodzenia Polski „w uznaniu zasługi, położonych na polu pracy społecznej i narodowej w latach niewoli”.